# Don-2N
Le radar Don-2N (en russe : Дон-2Н, code OTAN : Pill Box) est un large radar passif à détection électronique et à détection précoce de missiles situé à l'extérieur de Moscou, et un élément clé du système russe anti missiles balistiques A-135 conçu pour la défense de la capitale. Situé dans le quartier Pushkino de Moscou, il s'agit d'un tronc quadrangulaire de 33 mètres de hauteur avec des côtés de 130 mètres de long en bas et de 90 mètres de long en haut. Chacune de ses quatre faces possède un radar à bande ultra haute fréquence de dix-huit mètres de diamètre offrant une couverture à 360 degrés. Le système est géré par un superordinateur Elbrus-2 (en russe : Эльбрус-2).
Il a une portée de 3 700 km pour des cibles de la taille d'une ogive ICBM classique.
En vertu du Traité sur les missiles balistiques de 1972, les États-Unis et l'Union soviétique devaient désigner une zone à protéger contre les attaques de missiles. Les États-Unis ont choisi le Dakota du Nord et l'Union soviétique a choisi Moscou. Le radar Don-2N est conçu pour être le centre de contrôle du système et peut fonctionner de manière autonome en cas de perte de connexion avec son centre de commandement et de contrôle.
Le SIOP 1998 a ciblé cette installation radar avec 69 armes nucléaires consécutives.

## Prototype
Le prototype du radar Don, appelé Don-2NP (en russe : Дон-2НП, code OTAN: Horse Leg) se trouve sur le site d'essai de Sary Shagan au Kazakhstan.